# Gwangbok-dong
Gwangbok-dong (koreanska: 광복동) är en stadsdel i staden Busan, i den sydöstra delen av Sydkorea, 300 km sydost om huvudstaden Seoul. Den ligger i stadsdistriktet Jung-gu.
I Gwangbok-dong finns parken Yongdusan med utsiktstornet Busan Tower (120 m högt). 